# Euselasia orfita
Euselasia orfita är en fjärilsart som beskrevs av Pieter Cramer 1777. Euselasia orfita ingår i släktet Euselasia och familjen Riodinidae. Inga underarter finns listade i Catalogue of Life.

## Bildgalleri

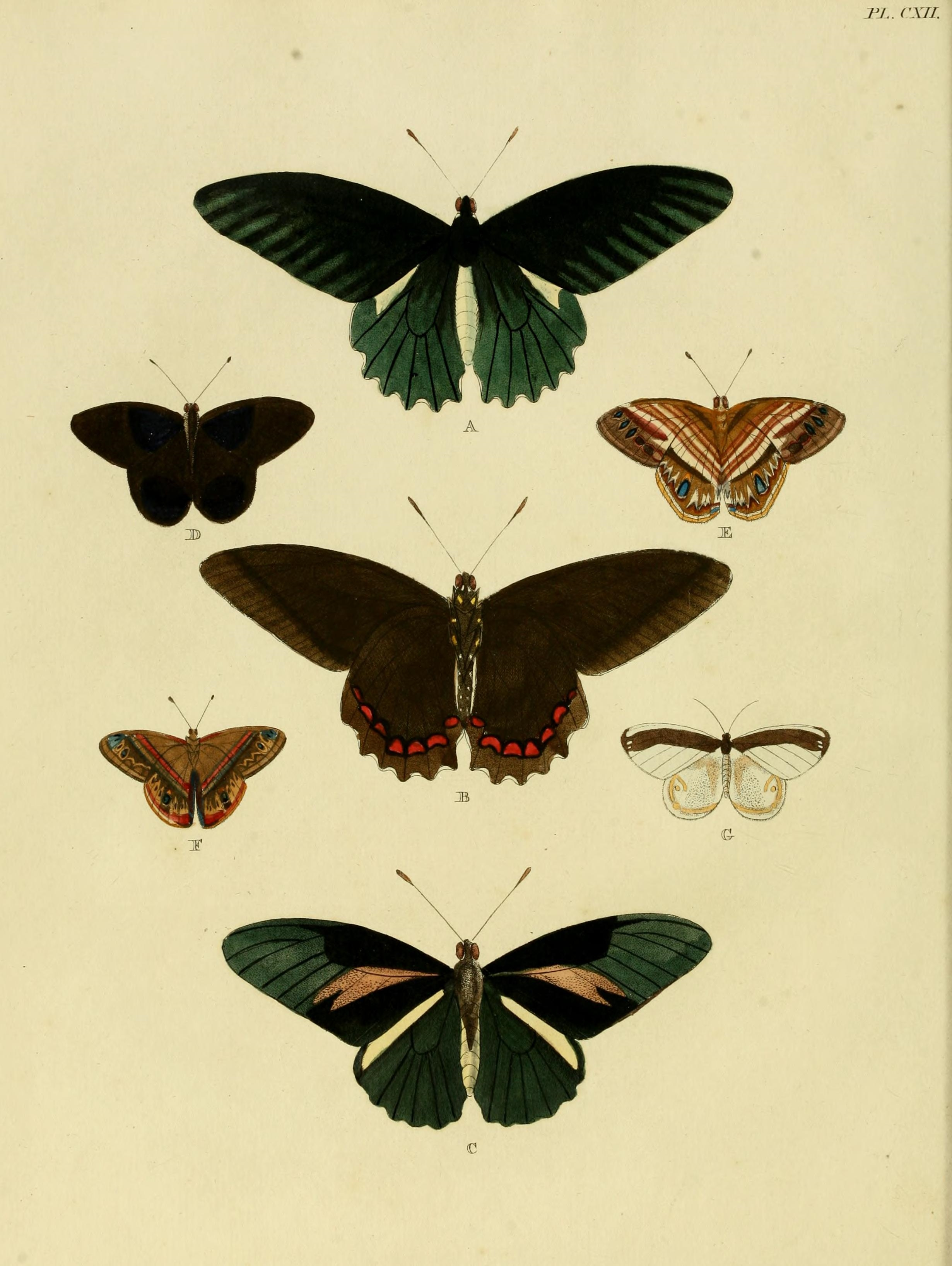
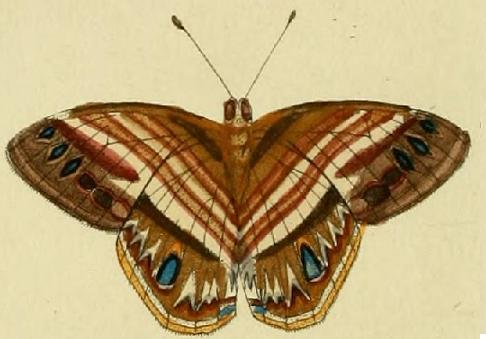
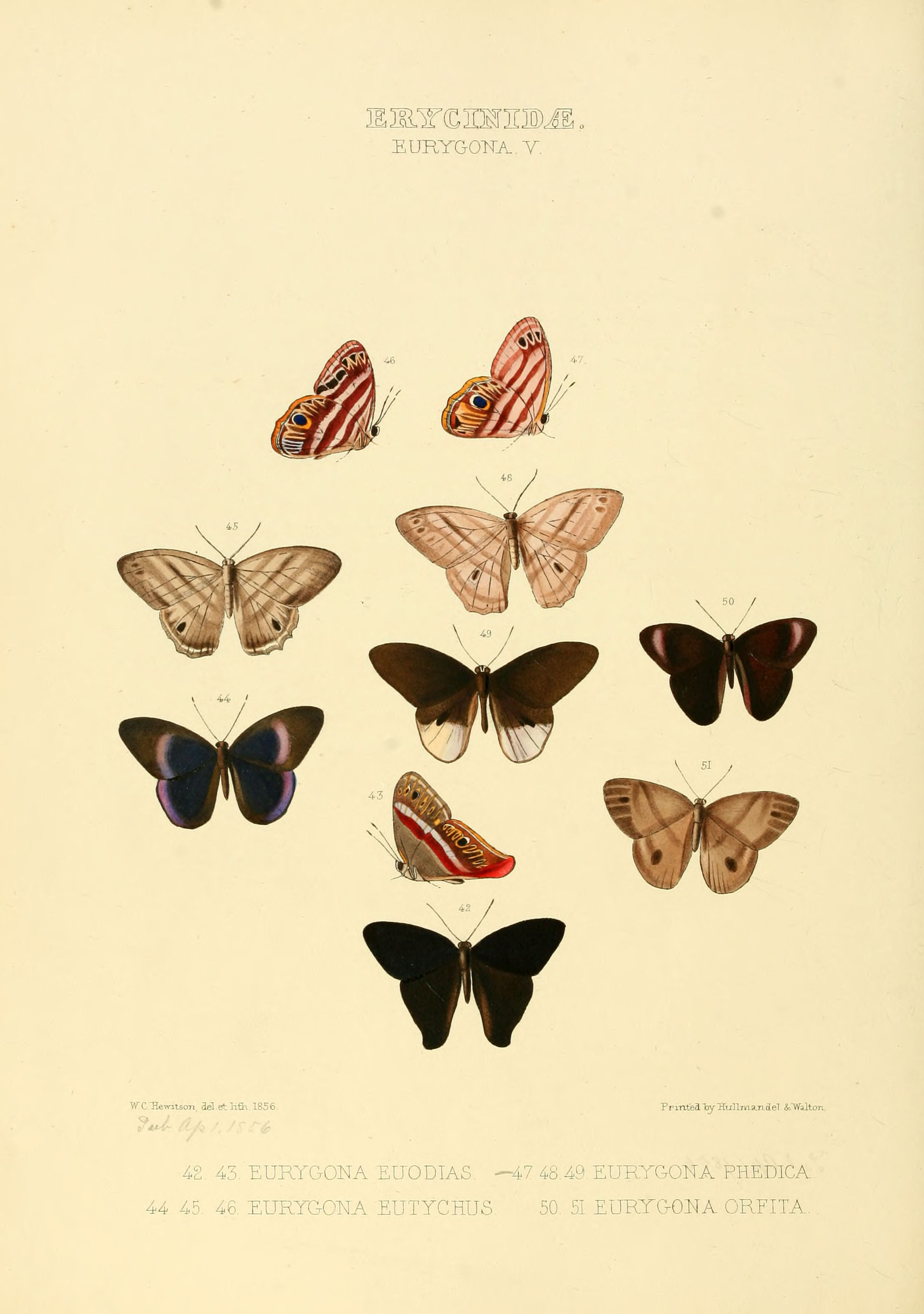